# Maximilian Mueller
Joseph Maximilian Mueller (* 1. Dezember 1894 in St. Louis, Missouri, USA; † 9. August 1981 in Sioux City, Iowa, USA) war Bischof von Sioux City.

## Leben
Maximilian Mueller besuchte die Saints Peter and Paul School in St. Louis. Anschließend studierte Mueller Philosophie und Katholische Theologie am Päpstlichen Kolleg Josephinum in Columbus, Ohio. Er empfing am 14. Juni 1919 das Sakrament der Priesterweihe.
Anschließend war Maximilian Mueller als Kurat in Carlyle, Mount Carmel, East St. Louis und Belleville tätig. Von 1926 bis 1930 war er Pfarrer der Pfarrei Blessed Sacrament Parish. 1930 wurde Mueller Rektor der St. Peter’s Cathedral in Belleville. 1939 wurde ihm der Ehrentitel eines Päpstlichen Hausprälaten verliehen.
Am 20. August 1947 ernannte ihn Papst Pius XII. zum Titularbischof von Sinda und bestellte ihn zum Koadjutorbischof von Sioux City. Der Apostolische Delegat in den Vereinigten Staaten, Erzbischof Amleto Giovanni Cicognani, spendete ihm am 16. Oktober desselben Jahres die Bischofsweihe; Mitkonsekratoren waren der Bischof von Peoria, Joseph Henry Leo Schlarman, und der Bischof von Grand Island, Edward Joseph Hunkeler.
Am 20. September 1948 wurde Maximilian Mueller in Nachfolge des verstorbenen Edmond Heelan Bischof von Sioux City. Papst Paul VI. nahm am 15. Oktober 1970 das von Maximilian Mueller aus Altersgründen vorgebrachte Rücktrittsgesuch an und ernannte ihn zum Titularbischof von Simitthu. Am 13. Januar 1971 verzichtete Mueller auf das Titularbistum Simitthu.
Maximilian Mueller nahm an allen vier Sitzungsperioden des Zweiten Vatikanischen Konzils teil.